# 農地改革
農地改革（のうちかいかく）は、農地をめぐる所有者の変更や法制度の変更などの土地改革政策。農地解体あるいは農地開放とも称する。
第二次世界大戦後、東アジア（日本、韓国、台湾）、中国、東欧諸国などで農地改革が行われた。これらの第二次世界大戦直後の東アジアや東欧諸国の農地改革は、いずれも当初は小土地所有の散布（形式的小農創出策）という方法がとられた。しかし、その後、小土地所有による自作農体制が結実したのは日本など一部の東アジア諸国のみで、東欧諸国では社会主義的な大経営化、中国では人民公社制に至る集団化の道をたどった。

## 日本の農地改革

### 歴史

#### 前史
1926年（大正15年）、農林省は自作農創設維持補助規則を公布した。これを受けて、地方自治体の中には、自作農創設維持事業（自創事業）を実施したところもある。1938年（昭和13年）、政府は、戦時農業統制政策の一環として 農地調整法を制定した。同法には、道府県・市町村等の団体が地主に対して土地の解放を求めることができることなど、自作農創設のための条項が盛り込まれた。このほか、小作料統制令（1939年）、臨時農地価格統制令（1941年）、二重米価制（1941年）、農山漁村経済更生運動（1932年）、皇国農村確立運動といった政策は、地主制を解体に向かわせる性格を有すると評されている。政府は農地制度を整備し、食糧生産を確保するため、1942年（昭和17年）に「皇国農村確立運動促進ニ関スル件」を閣議で決定した。これを受けて、農林省では自創事業の規模を拡充し、1943年から1967年までの25年間で約150万町歩の小作地を自作地化するとともに、1943年から1956年までの14年間で新たに約50万町歩を開発し自作地化することを目標とする計画を立てた。実際にも、創設維持面積および創設維持戸数は、戦時下で急速に増加した。

#### 立案執行
1945年（昭和20年）10月幣原内閣の農林大臣となった松村謙三が就任直後の記者会見で「農地制度の基本は自作農をたくさん作ることだ」と発言。この時点ではGHQに由る具体的な実施内容に対する指示はなく、農林省担当者による農地改革案の説明に対しGHQは"no objection（異議なし）"と答える。法律（第一次農地改革法）原案は松村の大臣就任の4日後には出来上がり、その1カ月後国会への法案が上程された（農林省には戦前からの準備があった）。
12月9日、GHQの最高司令官マッカーサーは日本政府にSCAPIN-411「農地改革に関する覚書」を送り、「数世紀にわたる封建的圧制の下、日本農民を奴隷化してきた経済的桎梏を打破する」ことを指示した。
第一次農地改革法は国会を通過するがその後GHQに拒否され、日本政府は指示により、徹底的な第二次農地改革法を作成、同法は1946年（昭和21年）10月に成立した。正確には農地調整法（1938年）の改正と、自作農創設特別措置法（1946年）及び関連法の特別会計法などである。このようにして寄生地主制は廃止され、地主が所有し小作人から地代を取得していた小作地は法23条の規定に基づき交換され、いったん農林省が土地所有者として登記されてから小作人に分割されるなどした。
以上の法令に基づき、以下の農地を政府が買上げ実際に耕作する小作人へ払下げた。
- 不在地主の小作地の全て
- 在村地主の小作地のうち、北海道では4町歩、都府県では1町歩を超える全小作地
- 所有地の合計が北海道で12町歩、都府県で3町歩を超える場合の小作地等

また、小作料の物納が禁止（金納化）され、農地の移動には農地委員会の承認が必要とされた。
農地の買上，払下は1947年3月31日に開始され、1950年7月まで16回にわたって行われ、193万町歩の農地を、237万人の地主から買上げ、475万人の小作人に払下げた。しかも、当時の急激なインフレーションによって、農民（元小作人）が納付する土地代金と元地主に支払われる買上金はその価値が大幅に下落し、実質的にタダ同然で移転された。
- GHQは当初農地買上は正当な価格、十分な補償で行わなければならないと主張し、インフレによる物価スライド条項の導入にこだわったが、和田博雄農相（松村の後、副島千八農相の短い在職期間を挟んで就任）が交渉して撤回させた[注釈 2][15]）

移転された小作地は、1945年（昭和20年）11月現在の小作地236万町歩の8割に達し、農地に占める小作地の割合は46%から10%に激減し、耕地の半分以上が小作地の農家の割合も約半数から1割程度まで減少した。この結果、戦前日本の農村を特徴づけていた地主-小作人体制は完全に崩壊し、戦後日本の農村は自作農がほとんどとなった。このため、農地改革はGHQによる戦後改革のうち最も成功した改革といわれることがある。
水田、畑作地の解放は実施されたが、林野解放が行われなかったことから不徹底とする意見もある。ただし農地を失い困窮した地主が山林や牧場を売り払ったことで、結果として解放された場所もある。

### 旧地主団体の結成
農地改革を巡っては、施行されたばかりの日本国憲法の第29条第3項（財産権の保障）に反するとして、一部の地主が正当な価格での買取を求め訴訟を起こしたが、第29条第3項でいう正当な補償とは市場価格とは異なるという解釈がされ、請求は棄却された。
1951年の講和条約成立後に全国各地で旧地主の運動が活発になり、補償要求や小作料物納制度の復活などを主張する団体が全国各地で生まれた。これらの旧地主の団体が1954年末に統一して「全国解放農地国家補償連合会」が結成され、1955年には全日本農地改革犠牲者総決起大会を開催して補償要求や農地法の改正要求など20項目の決議を行い活動を活発化させたが、農地法の改正による土地取り上げを重視する西日本の中小地主層と補償を重視する東北などの大地主層との矛盾が激化し、1956年に入ると運動は分裂した。

### 特徴
日本の農地改革は、受益者が中農的性格（専業的家族経営）を帯びており、都府県平均で経営規模3反未満の零細層は、原則として買受け対象から除外されたほか、農業諸施設の買収では、生産力の向上を基準に是非が判断された。「中農主義」「生産力主義」 が加味されていた点は、日本の農地改革の特質である。
農地改革は、日本の有職者の約半数が農業従事者であり、同時期に施行された選挙権の大幅拡大に連動した側面もあった。当事者によればナチス・ドイツの世襲農場法も範とした反共政策として意図されており、政府やGHQがその勢力拡大を警戒していた日本共産党や共産主義の力を大幅に削ぐことになった。従来、賃金労働者と並んで日本共産党の主要な支持層であった水田および畑作地の小作人の大部分が家業を持つ自作農となり、その多くが保守系政党や戦後保守に取り込まれたためである。
結果として小規模農家が主流となり、大規模化し無かったという主張もある。2000年代以降の少子高齢化により、担い手が不足し耕作放棄地が増加したため、農林水産省は農地中間管理機構を組織して、農地の大規模化や農業法人での経営を促す方針に転換している。

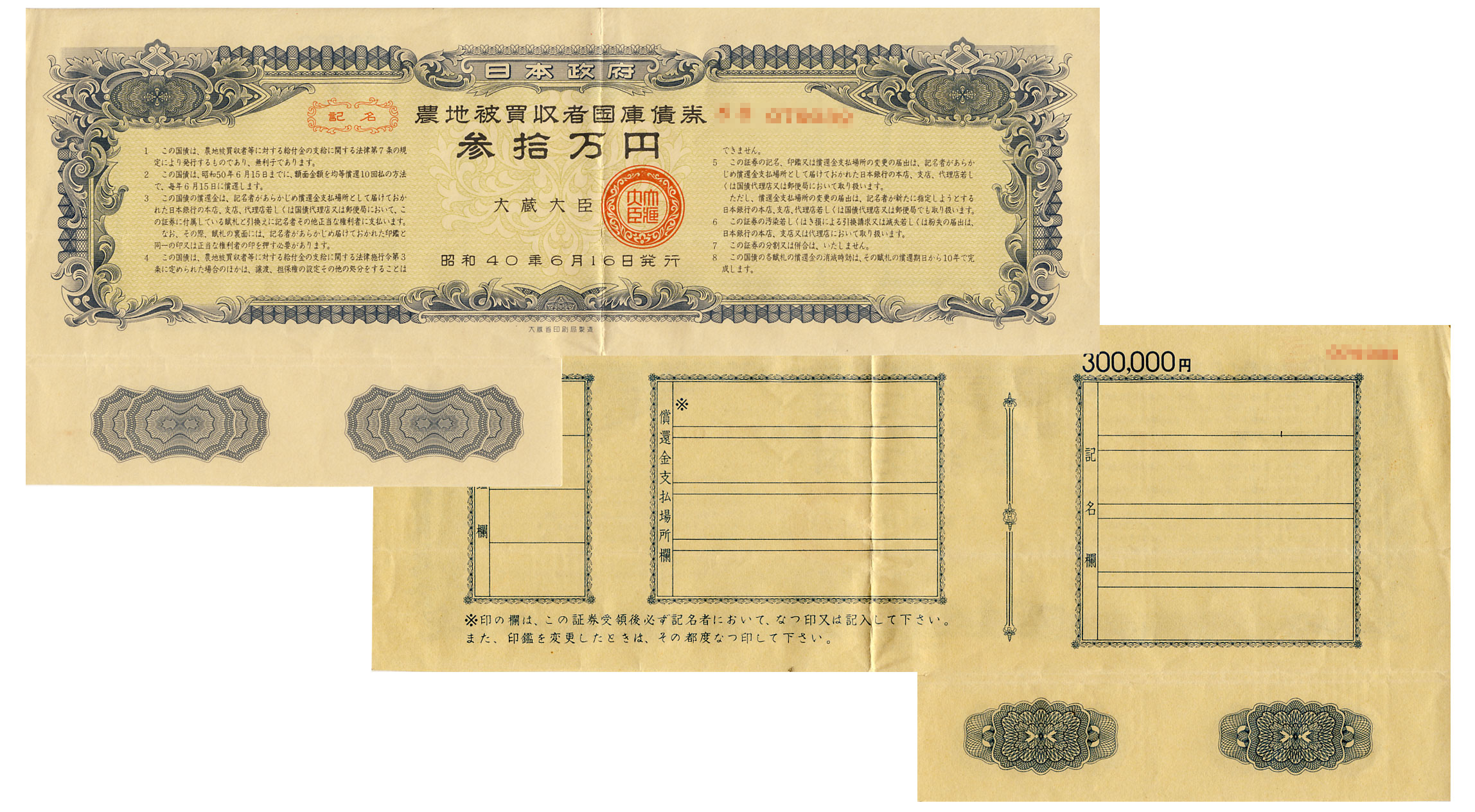
「農地被買収者国庫債券(農地証券)」第2次大戦後、農地改革時に旧地主に交付されるべく発行された。

### 問題点

#### 経営規模の小規模化
こうして敗戦後の雇用や食料供給の安定化に多大な貢献した政策であったが、時間が進むにつれ労働力が農村から流出し、土地の所有者が大幅に増加した日本の農業は、機械の稼働能率が低く、兼業農家が多くを占めるようになり、先進的な農業の担い手となり得る中核的農家が育たなかった。戦後の食料自給率は大幅に低下し、先進国の中では最低水準となっている。
また、都市化優先政策と食管制度温存による米優先農政により、次第に日本農業は国際競争力を低下させていくこととなる。

## 中国の農地改革

### 歴史
中国では1946年5月に中国共産党中央執行委員会が「土地政策に関する指令」を出して農地改革に着手。同年9月13日には従来の富農等に対し生計維持に特に必要な財産の保有のみを認め、地主の土地所有権を無効とし、地主や富農等の所有していた家畜、農具、食糧その他の財産を没収する処分が行われた。
他の東アジアの国々と同じく小経営の農業の強化の特徴も持っていたが、受益者には営農実績や経営担当実績のほとんどない者も多く東欧諸国と同様の社会安定の性格も併せ持っていた。農地改革は深刻な過剰人口対策でもあったが、それが一段落すると過小経営による没落や流民化を防ぎつつ食糧問題へ対処することが必要となり、膨大な過小農を吸収しつつ合作社さらに人民公社へと社会主義的な集団化の道を歩むことになった。

### 民族間の土地所有権移転
「地主」と「小作農」の民族が異なる場合は、土地所有権が他民族に移ることになった。
中国の内モンゴル・綏遠省などのモンゴル人地域では、土地を掘ることを忌み嫌うモンゴル人の放牧地だった土地を漢民族入植者が借地して農地として開墾していた。これらの土地は農地改革により、遊牧民族のモンゴル人から農耕民族の漢民族へ土地所有権が移ることになった。

## 東欧の農地改革
第二次世界大戦後、ドイツではユンカーが所有していた農地をソ連赤軍に占領されたことで徹底的な農地改革が行われ、ユンカーも完全に解体されるに至った。
東ドイツの受益階層別の土地買受面積（1950年）は、農業労働者42.5%、難民34.8%、零細農12.5%、非農業労働者・職員5.2%で、農業経営への関わりが皆無である者も多く、経営主体として何の蓄積もないか乏しい人々に小土地所有を分け与えるものだった。しかし、従来のグーツ経営は巨大な経営資本を装備する大型技術体系であったため、分割には適しておらず、いわゆる「新農民」は農業経営の経験に乏しく経営資本も劣弱で、1953年には39万6千ヘクタールの耕作放棄地が発生した。そのため農地改革はアンシャンレジームの崩壊や難民流入に対する社会政策としては効果があったが、農業生産力の低下による農業・食糧問題を生じさせた。
東ドイツでは農業生産協同組合LPG（Landwirtshaft Production Gesellshaft）が組織され、当初の実態は経営破綻を余儀なくされた「新農民」の救済策であったが、徐々に大規模化し社会主義的大経営へ移っていった。